# Zoggium mayorii
Zoggium mayorii är en svampart som först beskrevs av H. Zogg, och fick sitt nu gällande namn av Lar.N. Vassiljeva 2001. Zoggium mayorii ingår i släktet Zoggium och familjen Mytilinidiaceae.   Inga underarter finns listade i Catalogue of Life.